# Wilton (Kumbria)
Wilton – przysiółek w Anglii, w Kumbrii. W 1870-72 osada liczyła 72 mieszkańców.